# 파라노
파라노(이탈리아어: Parrano)는 이탈리아 움브리아주 테르니도에 위치한 코무네다. 페루자로부터 남서쪽 35km, 테르니로부터 북서쪽 50km 거리에 있다.